# Yushin Maru 3
Le Yushin Maru no 3 est un navire de la flotte baleinière japonaise appartenant à l'Institut japonais de recherche sur les cétacés.